# Actions Semiconductor
Actions Semiconductor Co. Ltd. (кит. ) — китайская бесфабричная компания, разрабатывающая однокристальные системы и другие полупроводниковые компоненты для портативной электроники. Была основана в 2000 году, получила иностранные инвестиции в размере 10 млн долларов и поддержку местных властей. Штаб-квартира — в городе Чжухай, провинция Гуандун. Подразделения Actions Semiconductor расположены в Шэньчжэне, Хэфэе, Гонконге и Тайбэе.

## Разработки для портативных медиаплееров
Основным направлением её деятельности долгое время были одночиповые решения для MP3-плееров. В 2001 году была представлена первая разработка Actions — однокристальная система ATJ2001, в которой декодировал звук 24-битный цифровой сигнальный процессор, а вся остальная нагрузка ложилась на восьмибитное ядро-аналог Zilog Z80 с тактовой частотой 25 МГц. Кроме того, ATJ2001 включал в себя контроллеры SmartMedia и MMC-карт, NAND и NOR флэш-памяти, USB 1.1, 18-битный ЦАП и 16-битный АЦП, управление питанием. Впоследствии были представлены SoC ATJ2071, ATJ2073 и ATJ2075, отличающиеся от первого образца производительностью ЦСП и энергопотреблением.
Некоторое время спустя были выпущены SoC ATJ2085 и ATJ2097, оснащённые контроллером USB 2.0 и имеющие сниженное энергопотребление ЦСП. Ядро типа Z80 работало на частоте 60 МГц. Впоследствии компания продолжила выпускать новые модели чипов на той же архитектуре.
К моменту роста популярности MP4-плееров оказалось, что производительность решений, имеющих в своей основе архитектуру 2001 года с процессорным ядром Z80 родом из 1976 года, явно недостаточна. В связи с этим Actions Semiconductor разработала видеоформаты AMV и MTV, предназначенные для показа на экранах низкого разрешения (128х64 и 128х128) и не нагружающие процессор сжатым видеопотоком. Однако видеофайлы в этих форматах имели большой объём по сравнению с другими расширениями и к тому же нуждались в предварительном перекодировании перед записью их в устройство. Кроме того, к 2006 году уже появились MP4-плееры с экранами более высокого разрешения. Поэтому устройства данного типа на платформах Actions не стали популярны и критиковались пользователями.
В то же время компания имела большой успех на рынке MP3-плееров. Причины этого — низкая цена, поддержка большого числа музыкальных форматов (вплоть до FLAC и APE) и готовое программное обеспечение — графический интерфейс. Многочисленные китайские производители, не имеющие возможности самостоятельно разрабатывать пользовательские интерфейсы, смогли получить удобные и недорогие типовые решения «под ключ». Это привело к тому, что в 2005 году Actions поставила 50 млн платформ, уступив лишь Sigmatel, а в 2006 году опередила её и стала мировым лидером на рынке платформ для медиаплееров. Однако аналитики отмечали, что положение Actions очень неустойчивое, поскольку её продукция близка к моральному устареванию, а новых разработок для растущего рынка MP4 нет. Главными конкурентами назывались Rockchip и Ali.

## Разработки для планшетов и устройств на Android
В 2011 году появилась однокристальные системы ATM7013 и АТМ7019, включающие в себя одноядерный процессор на архитектуре MIPS и графический ускоритель Vivante GC800. Они предназначались для бюджетных Android-планшетов. Отмечалось, что Android хотя и поддерживает MIPS-процессоры, но многие программы на таких устройствах не запускаются, а общая производительность решений Actions Semiconductor недостаточна.
Впоследствии чипмейкер отказался от архитектуры MIPS и начал разрабатывать двух- и четырёхъядерные SoC на ARM. Как и прежде, эти платформы были рассчитаны на нижний ценовой сегмент. Помимо SoC, стали появляться и другие полупроводниковые компоненты, в первую очередь модули беспроводных соединений. По данным Digitimes, в 2014 году Actions стала четвёртым поставщиком планшетных однокристальных систем на китайском рынке, уступив Mediatek, Rockchip и Allwinner, но опередив Amlogic.
В связи с падением спроса на планшеты после 2015 года Actions начала разрабатывать решения для одноплатных компьютеров, мини-компьютеров и Android TV Box, конкурируя на этом рынке с Amlogic. Также появились платформы для устройств умного дома, музыкальных плееров-бумбоксов и даже чип ATS300X, предназначенный для TWS-наушников.